# La Argelia
La Argelia ist ein Stadtteil von Quito und eine Parroquia urbana in der Verwaltungszone Eloy Alfaro im Kanton Quito der ecuadorianischen Provinz Pichincha. Die Fläche beträgt etwa 7,13 km². Die Einwohnerzahl lag im Jahr 2019 bei 70.982.

## Lage
Die Parroquia La Argelia liegt im Südosten von Quito ungefähr 7 km südlich vom Stadtzentrum auf einer Höhe von etwa 2890 m. Die Avenida Pedro Vicente Maldonado verläuft entlang der westlichen Verwaltungsgrenze. Die Avenida Simón Bolívar durchquert den Ostteil der Parroquia in Nord-Süd-Richtung.
Die Parroquia La Argelia grenzt im Norden an die Parroquia La Ferroviaria, im Osten an die Parroquia rural Conocoto, im Süden an die Parroquia Quitumbe, im Westen an die Parroquia Solanda sowie im äußersten Nordwesten an die Parroquia San Bartolo.

## Barrios
Die Parroquia La Argelia ist in folgende Barrios gegliedert:
- El Mirador Alto
- Hogar del Trabajador
- La Argelia (Alta y Baja)
- La Concepción
- Lucha de los Pobres
- Oriente Quiteño
- Paraíso de Guajaló
- Portal de Guajaló
- San Bartolo Alto
- San Bartolo Bajo
- San Luis de la Argelia
- Santa Rosa de la Argelia